# 卡爾弗鎮區 (堪薩斯州渥太華縣)
卡爾弗鎮區（英語：Culver Township）為美國堪薩斯州渥太華縣轄下的鎮區。2010年美国人口普查中此鎮區人口有248人。

## 地理
卡爾弗鎮區涵蓋總面積為93.8平方（36.21平方英里），其中陸地面積為93.7平方（36.18平方英里），水域面積為0.078平方（0.03平方英里）或0.08%。

## 人口統計
根據2010年美國人口普查，卡爾弗鎮區人口有248人，其中男性有134人，女性有114人，人口密度為每平方公里2.65人，住房計120戶。鎮區內的白人有233人，非裔美國人有5人，美洲原住民有3人，亞裔美國人有1人，太平洋島裔美國人有0人，其他種族有1人，混血種族則有5人。此外鎮區內有9人為西班牙裔或拉丁裔美國人。此鎮區之年齡中位數為46.5歲，而男性年齡中位數為47.0歲，女性年齡中位數為46.3歲。

## 交通

### 主要公路
- 18號堪薩斯州州道
- 106號堪薩斯州州道